# チャールズ・ホーム
チャールズ・ホーム（Charles Holme、1848年10月7日 - 1923年3月14日）はイギリスの著作者、雑誌編集者である。美術雑誌、『ステューディオ』(The Studio)を創刊した。美術本の編集、出版も行った。

## 略歴
絹製品製造者の息子としてダービーに生まれた。絹や羊毛の貿易の仕事を始め、1870年代はトルキスタン、インド、中国で働いた。その後日本に事務所を開き1889年に日本を訪れたときは、ロンドンの画廊から日本の風景画を描くことを依頼された画家のアルフレッド・イーストとロンドンで芸術工芸品を販売する店を始めたアーサー・ラセンビィ・リバティとその妻を伴った。
1892年に貿易の仕事を引退した後、美術と工芸の雑誌『ステューディオ』を創刊し、第1号は1893年4月に出版された。1964年まで刊行が続けられたこの美術雑誌は最初は美術評論家のホワイト(Joseph Gleeson White)らが編集長を務めたが、1895年から1919年に健康上の問題で引退するまでホーム、自らが編集を行った。
ロンドン日本協会の副会長も務め、1902年に日本政府から旭日章を受勲した 。

## チャールズ・ホームが編集に関わった書籍
- Corot and Millet; with critical essays by Gustave Geffroy & Arsène Alexandre, 1902
- Daumier and Gavarni by Henri Frantz and Octave Uzanne, 1904
- Peasant art in Italy by S. J. A. Churchill, V. Balzano and Elisa Ricci, 1905
- The gardens of England in the southern & western counties, 1907
- Art in England during the Elizabethan and Stuart periods by Aymer Vallance, 1908
- Old English mezzotints by Malcolm Salaman, 1910
- Peasant art in Sweden, Lapland and Iceland by Sten Granlund and Jarno Jessen (pseud.), 1910
- Peasant art in Austria and Hungary by A. S. Levetus, Dr. Haberlandt and Aladár Körösfői-Kriesch, 1911
- Peasant art in Russia, 1912
- Old houses in Holland by Sydney R. Jones, 1913
- The great painter-etchers from Rembrandt to Whistler by Malcolm Salaman, 1914
- The art of the book; a review of some recent European and American work in typography, page decoration & binding, 1914*
- Shakespeare in pictorial art by Malcolm Salaman, 1916
- The development of British landscape painting in water-colours by Alexander Joseph Finberg and E. A. Taylor, 1918

## ギャラリー

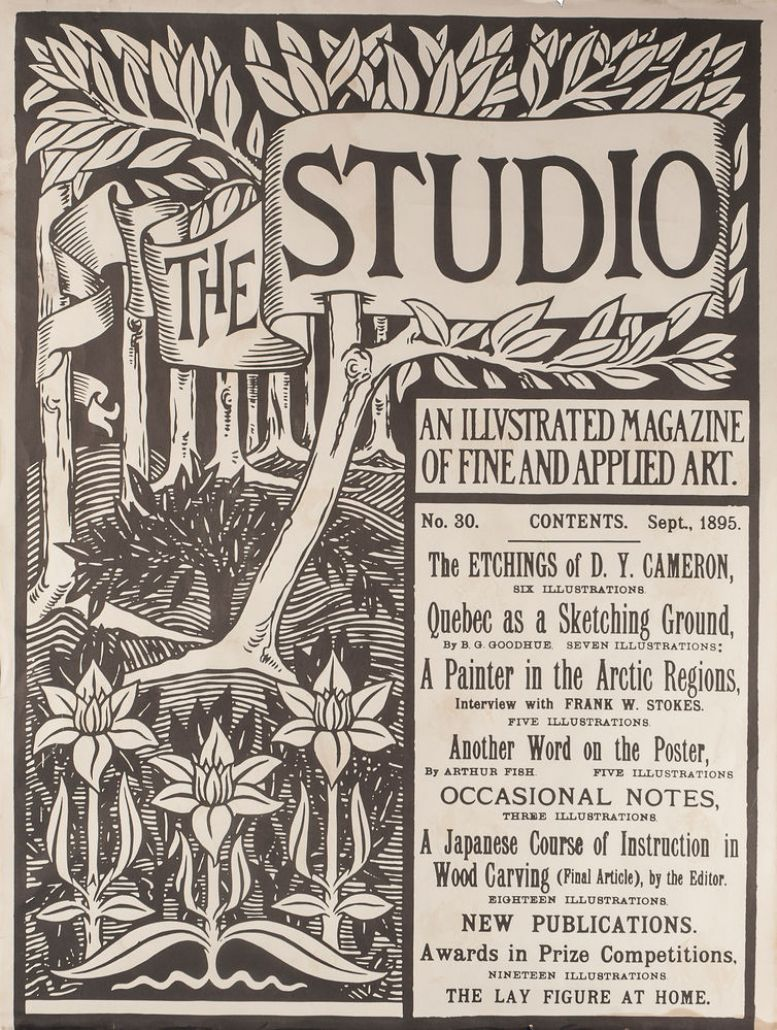
1895年の『ステューディオ』表紙 (画)オーブリー・ビアズリー
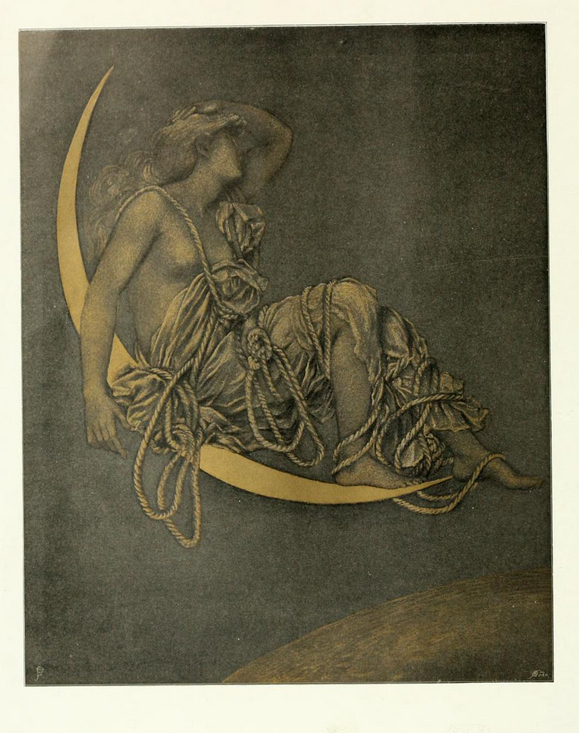
1900年の『ステューディオ』に掲載された版画 (画)イーヴリン・ド・モーガン
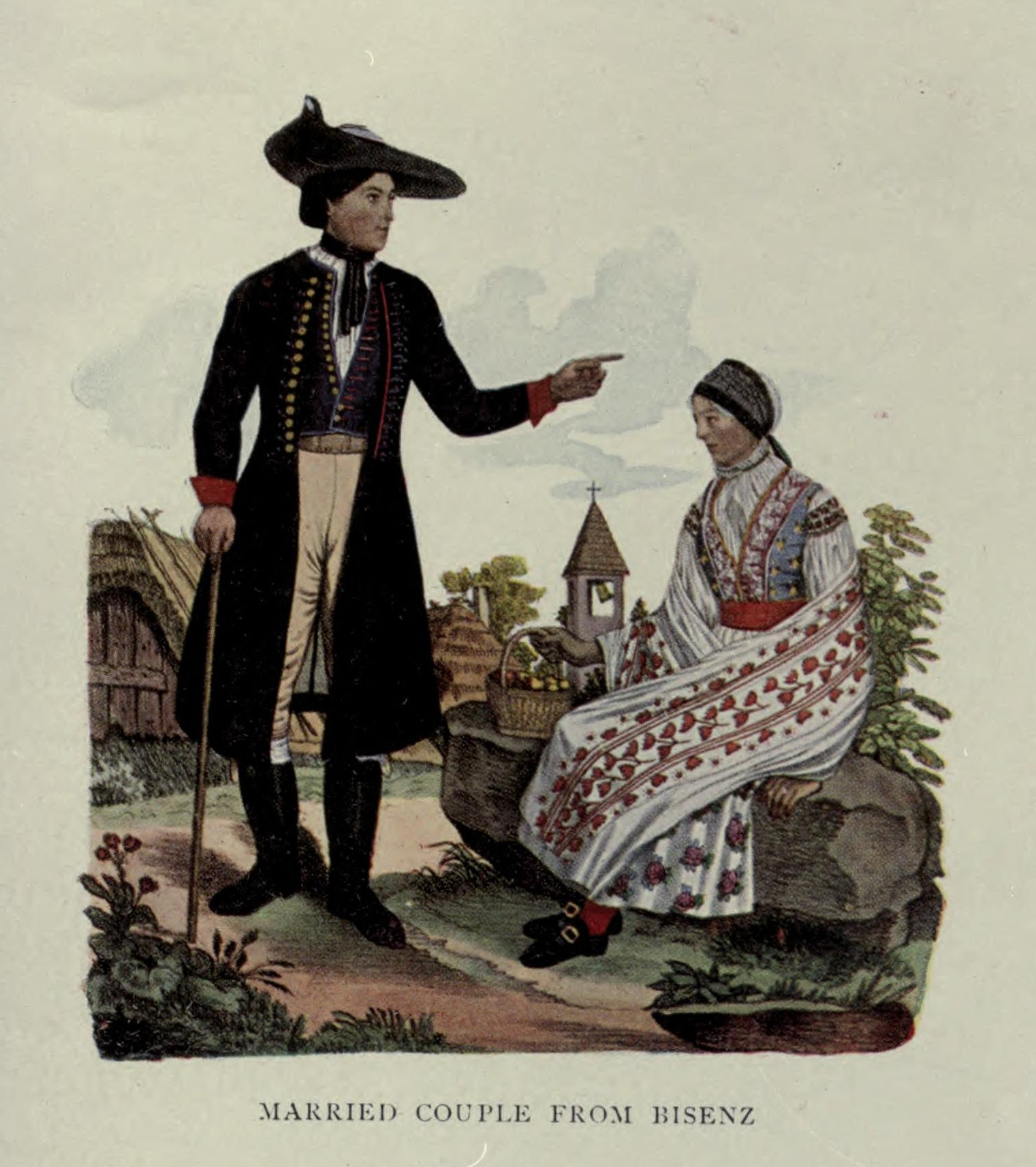
著書『Peasant art in Austria and Hungary』の図版
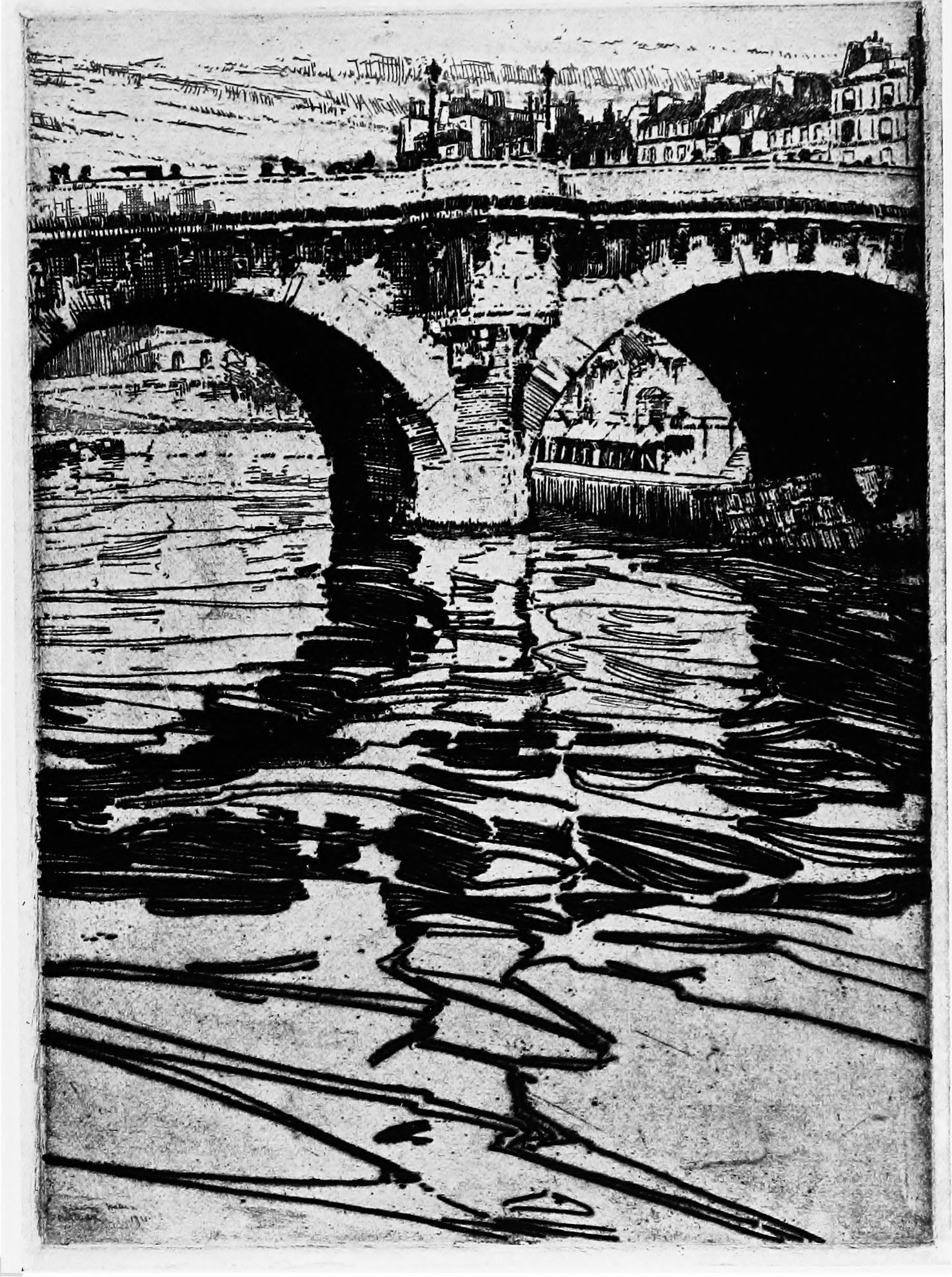
著書『Modern etchings, mezzotints and dry-points』の図版(1913)

## 関連図書
- The Diary of Charles Holme's 1889 Visit to Japan and North America, edited by Toni Huberman, Sonia Ashmore and Yasuko Suga. Kent: Global Oriental, 2008（邦訳：『チャールズ・ホームの日本旅行記 日本美術愛好家の見た明治』チャールズ・ホーム 著、トニ・ヒューバマン 編、ソニア・アシュモア 編、菅靖子 (編/訳)、 門田園子 (訳)、彩流社 (2011/4/1) ）